# کوه‌های تنن
کوه‌های تنن (به آلمانی: Tennengebirge) یک رشته کوه کوچک، اما ناهموار در کوه‌های آلپ شمالی سنگ آهکی است که در تمام طول خود در مقابل کوه‌های آلپ شرقی قرار دارد. این یک فلات مرتفع بسیار کارستی، حدود ۶۰ کیلومتر مربع، با غارهای فراوان است. این محدوده در اتریش در ناحیه زالتسبورگ در نزدیکی بیشوفس‌هوفن قرار دارد.
حدود ۳۷ کیلومتر مربع از فلات تنن بالای خط ۲۰۰۰ متری قرار دارد و آن قسمت از محدوده ایالت سالزبورگ در سال ۱۹۸۲ به یک ذخیره‌گاه طبیعی تبدیل شد.